# Саут, Джеймс
Сэр Джеймс Саут (англ. James South, 1785—1867) — британский астроном, член Лондонского королевского общества (1821), иностранный почётный член Петербургской академии наук (1832).
Входил в число организаторов Королевского астрономического общества в Лондоне и был его президентом с 1829 по 1831 годы.

## Достижения
Совместно с Джоном Гершелем подготовил каталог 380 двойных звезд в 1824 году. Впоследствии Саут открыл ещё 458 двойных звезд.
С 1826 года Джеймс Саут планировал установить телескоп (ахроматический рефрактор) в новой обсерватории в горной местности на экваторе, который должен был стать крупнейшим в мире телескопом. Саут приобрёл у французского оптика Р.-А. Кошуа для будущего телескопа 12-дюймовый объектив (на самом деле диаметр линзы составлял 11,8 дюйма) стоимостью около 1000 фунтов. Телескоп для этого объектива был изготовлен, но примерно в 1838 году демонтирован. Следующий по величине рефрактор, с объективом диаметром 13,3 дюйма, также изготовленным Кошуа, был установлен в Маркрийской обсерватории (Ирландия) в 1830-х годах.
По заказу Саута телескоп с 12-дюймовым объективом, предназначенный для установки на экваториальной горе, изготовил известный британский изготовитель оптических приборов Эдвард Траутон, но Саут счёл изготовленный им телескоп дефектным и отказался оплачивать заказ. Траутон подал в суд на Саута и выиграл процесс, после чего Саут демонтировал телескоп, сохранив только 12-дюймовый объектив, который был приобретен отдельно, и в 1862 году подарил его Дансинкской обсерватории (Ирландия). В Дансинкской обсерватории этот объектив был установлен на построенный Томасом Граббом телескоп, который используется обсерваторией до настоящего времени.
После смерти астронома Стивена Грумбриджа Джеймс Саут был владельцем меридианного круга Грумбриджа, изготовленного Траутоном в 1806 году.
В 1826 году Саут был награждён медалью Копли и золотой медалью Королевского астрономического общества. Посвящён в рыцари в 1831 году. В его честь названы кратер на Марсе и кратер на Луне.